# Сюита
Сюитата (от френски: suite – „редица“, „последователност“) е циклична музикална форма от много части, състояща се от самостоятелни пиеси, често обединени от обща музикална идея. Понякога сюитата се нарича с другото си разпространено име – „партита“. Характерно за сюитата е това, че като музикална форма не е толкова строго фиксирана, както сонатата или симфонията.
Исторически сюитата възниква през 17 век във Франция и първоначално представлява цикъл от танцувални пиеси, написани за отделен музикален инструмент или ансамбъл от инструменти. През този период основни танци, включвани в сюитата, са паваната и гаярдата. През 18 век композиторите значително обогатяват съдържанието на сюитата, като добавят популярните за времето си танци алеманда (немски танц), менует (френски танц), жига (бърз бароков танц), сарабанда (старинен испански бавен танц), куранта, гавот, полонез, чакона, пасакалия и др., без техният брой да бъде строго фиксиран. Понякога в сюитата се включват и нетанцувални пиеси – прелюдия, токата, ария, увертюра. През този период сюитите са изпълнявани на танцови забави и имат изключително развлекателен характер.
През 18 век, особено в творчеството на Йохан Себастиан Бах, отношението към сюитата се преосмисля и тя се превръща в самостоятелно музикално произведение. Тази тенденция се доразвива при по-късните композитори, където танцувалният характер на пиесите от цикъла вече не е определящ за сюитата. Сюити като „Картини от една изложба“ на Модест Мусоргски, „Детски кът“ и „Бергамска сюита“ на Клод Дебюси, „Пер Гинт“ на Едвард Григ се отличават по-скоро с програмност и носят танцувалния елемент, когато го има, твърде условно. Някои композитори обработват известни музикални произведения във формата на сюита – например сюитата „Кармен“ от Родион Шчедрин, съставена по фрагменти от едноименната опера на Жорж Бизе.
На по-късния етап от музикалната история се появяват също вокална и хорова сюита.